# Coso Cornelio Léntulo (cónsul 1 a. C.)
Coso Cornelio Léntulo Getúlico (en latín, Cossus Cornelius Lentulus Gaetulicus) fue un senador romano activo durante los imperios de Augusto y Tiberio que alcanzó el honor del consulado en 1 a. C..

## Familia
Era hijo de Gneo Cornelio Léntulo. 

## Carrera política
Su cursus honorum es desconocido en su mayor parte, pero su familia era leal al emperador Augusto, por lo que en 1 a. C. fue elegido consul ordinarius. Entre los años 6 y 8 fue enviado como procónsul a la provincia Africa Proconsularis, donde, utilizando el ejército provincial encabezado por la Legio III Augusta, tuvo que enfrentarse a la tribu de los getulos, a los que venció, obteniendo por ello el sobrenombre de Gaetulicus.
De regreso a Roma, fue nombrado por Augusto miembro del colegio sacerdotal de los XV viri Sacris faciundis. Era propietario de una villa llamada Bruttiana en las colinas de Sabina, al noroeste de Roma. Su carrera culminó bajo Tiberio, quien lo nombró praefectus urbi en 33, cargo que ejerció hasta su muerte en 36.
Tuvo dos hijos, Coso Cornelio Léntulo y Gneo Cornelio Léntulo Getúlico y una hija Cornelia Getúlica, quien fue virgen vestal.